# Кулистиков, Владимир Михайлович
Влади́мир Миха́йлович Кули́стиков (род. 20 мая 1952, Хемниц, ГДР) — российский журналист, медиаменеджер, генеральный директор ОАО (с 2015 — АО) «Телекомпания НТВ» с июля 2004 по октябрь 2015 года, сменил на этой должности Николая Сенкевича. Кандидат юридических наук.

## Биография
Родился 20 мая 1952 года в ГДР, в городке Хемниц, где его родители работали на советско-германском урановом предприятии «Висмут».

### Образование
- В 1974 году окончил факультет международной журналистики МГИМО[5].
- Защитил диссертацию по правовым средствам регулирования межгосударственных конфликтов в европейских сообществах, став кандидатом юридических наук.
- Владеет немецким, английским, французским, сербохорватским, арабским языками.

### Бизнес
С 1975 года работал в Министерстве внешней торговли, затем в Институте научной информации по общественным наукам, где занимался европейским правом.
Один из директоров компании «Русский дом», занимавшейся торговыми и посредническими операциями. В 1991—1992 годах годовой оборот компании достигал $200 млн.

### Журналистика
С 1985 года — заместитель главного редактора журнала «Новое время».
С 1990 по 1993 гг. — собственный корреспондент арабской газеты «Аль-Хаят» в Москве.
С 1993 по 1996 гг. — корреспондент московского бюро радиостанции «Свобода». Был одним из создателей ежедневной информационной программы «Либерти лайв».
В 1996 году Кулистиков (по приглашению Олега Добродеева) приходит на телеканал НТВ и становится заместителем главного редактора службы информации этого телеканала. С октября 1996 по декабрь 1997 года также вёл программу «Герой дня».
С декабря 1997 по октябрь 2000 года — заместитель генерального директора НТВ — главный редактор Службы информации НТВ.
С октября 2000 по апрель 2001 года — председатель правления Российского информационного агентства «Вести» (РИА «Вести», РИА Новости).
С апреля 2001 года — главный редактор телекомпании НТВ, а затем (до апреля 2002 года) — первый заместитель генерального директора телекомпании НТВ. В этот период работы в обязанности Кулистикова входили содержание эфира канала и его программное наполнение. Медиаидеолог Марина Леско в газете «Московская комсомолка» прогнозировала:
Скромный Владимир Кулистиков в этой НТВ-обойме – единственный настоящий медиаменеджер, с опытом руления собственным бизнесом. Коммерциализировать деятельность убыточного ТВ-ресурса ему, вероятно, по плечу.
Впрочем, данное высказывание сомнительно, так как НТВ не была убыточной. Доход медиакомпании на 2000 год составил 14 миллионов долларов, из которых было выплачено 4 миллиона долларов налогов.
С апреля 2002 по июль 2004 года Кулистиков занимал должности заместителя председателя ВГТРК Олега Добродеева и директора дирекции информационных программ телеканала «Россия».
С 5 июля 2004 года по 21 октября 2015 года — генеральный директор и главный редактор телекомпании НТВ. С Кулистиковым многие телезрители и журналисты связывают резкое увеличение в сетке вещания НТВ передач криминального и таблоидного характера (как «Программа максимум», «Чистосердечное признание», «Русские сенсации», «Главный герой», «Ты не поверишь!»). В ответ на обвинения журналистов Кулистиков заявлял о необходимости подобных телепрограмм для того, чтобы «человек мог соприкоснуться с закрытыми для него сторонами жизни». Целевая аудитория канала (мужчины в возрасте от 25 до 54 лет, с высшим и с незаконченным высшим образованием и с высоким уровнем дохода), по его же мнению, «просто использует телевидение в качестве средства расширения личного опыта, который в жизни она получить не может». Ушёл с НТВ по собственному желанию «в связи с ухудшением здоровья».
С октября 2015 года — советник генерального директора ФГУП «Всероссийская государственная телевизионная и радиовещательная компания».
С июня 2016 по октябрь 2017 года являлся одним из колумнистов интернет-издания «Life.ru». В июле 2017 года также публиковался в газете «Московский комсомолец».

## Семья
Женат. Есть сын Дмитрий, в прошлом — корреспондент программы «Вести» на каналах «Россия» и «Россия-24», заместитель главного редактора телеканала «Россия-24». С 9 октября 2017 по 14 сентября 2018 года вёл шоу «Ломаные новости» на одноимённом канале YouTube (большую часть его существования съёмки проходили в одной из студий ВГТРК). В июне 2019 года канал был переименован в «Ненужное ТВ» и стал посвящён автомобилям, а сам Дмитрий возглавил продакшн-студию «Лайк-подписка».

## Награды
- Орден «За заслуги перед Отечеством» II степени (22 апреля 2014 года)[41][42][43].
- Орден «За заслуги перед Отечеством» III степени (6 апреля 2012 года) — за большие заслуги в развитии современных телекоммуникационных технологий и многолетнюю плодотворную работу[44].
- Орден Почёта (27 ноября 2006 года) — за большой вклад в развитие отечественного телерадиовещания и многолетнюю плодотворную деятельность[45].
- Почётная грамота Правительства Российской Федерации (2 ноября 2015 года) — за большой личный вклад в развитие отечественных средств массовой информации и заслуги в обеспечении реализации государственной информационной политики[46].
- Благодарность Президента Российской Федерации (23 апреля 2008 года) — за информационное обеспечение и активную общественную деятельность по развитию гражданского общества в Российской Федерации[47].

## Санкции
Включён Украиной в санкционный список за позицию по войне на Донбассе и аннексии Крыма.